# Pogrom di Tykocin
Il pogrom di Tykocin avvenne il 25 agosto 1941, durante la seconda guerra mondiale, dove la popolazione ebraica locale di Tykocin fu uccisa dall'Einsatzkommando tedesco.

## Storia
La città di Tykocin fu conquistata dalla Germania nazista durante l'invasione sovietica e tedesca della Polonia in base al loro accordo segreto noto come Patto Molotov-Ribbentrop. Alla fine di settembre 1939, l'area fu trasferita dai nazisti all'Unione Sovietica in conformità con il Trattato di confine tedesco-sovietico. Nel giugno 1941, la città fu presa dai tedeschi nell'operazione Barbarossa.
I tedeschi inizialmente aggirarono la città; i polacchi locali affiliati al movimento per la Democrazia Nazionale (Endecja) che prima della guerra aveva organizzato boicottaggi degli ebrei prima della guerra si impegnarono nel saccheggio sistematico delle case ebraiche nella città.
Secondo la testimonianza del sopravvissuto Menachem Turek, i tedeschi hanno insediato come sindaco Jan Fibich, un tedesco di etnia locale . Fibich, aiutato da Edmund Wiśniewski, ha preparato un elenco di presunti comunisti ebrei, che comprendeva quasi tutti i giovani ebrei.

## Massacro
La mattina del 24 agosto, i tedeschi annunciarono che gli ebrei avrebbero dovuto recarsi in piazza il giorno dopo. In quel periodo vivevano circa 1.400 ebrei a Tykocin. Il 25 agosto gli ebrei furono radunati in piazza dai tedeschi con l'aiuto della polizia polacca. Per placare la folla, i tedeschi dissero agli ebrei che sarebbero stati trasportati nel ghetto di Białystok. Gli uomini sono stati portati in un villaggio vicino, da lì in camion nella foresta di Łopuchowo e poi uccisi. Le donne e gli infermi sono stati portati in camion ai box e uccisi. I vecchi, gli infermi e altre persone che non si sono presentate il 25 agosto, circa 700 in totale, sono stati portati ai box il 26 agosto e fucilati.
In un'indagine nella Germania occidentale, un testimone ebreo ha identificato l'SS-Obersturmführer Hermann Schaper, che comandava l'SS Einsatzkommando, come l'uomo che dirigeva le sparatorie.
Circa 150 ebrei riuscirono a sfuggire al massacro, ma la maggior parte fu consegnata ai tedeschi. Alcuni raggiunsero il ghetto di Białystok e condivisero il destino degli altri ebrei.

## Commemorazione
Sul luogo del massacro nella foresta ci sono quattro monumenti. Il primo, un monumento polacco dell'era comunista, non contiene alcun riferimento agli ebrei. Il secondo e il terzo furono eretti da ebrei americani. Il quarto, eretto grazie agli sforzi di Abraham Kapice, ha la forma della Stella di David ed è inscritto in ebraico in modo che i bambini delle scuole israeliane possano leggerlo.